# Porsche 64

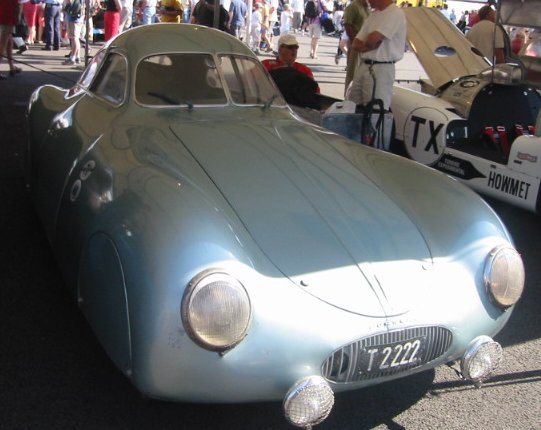
Porsche 64

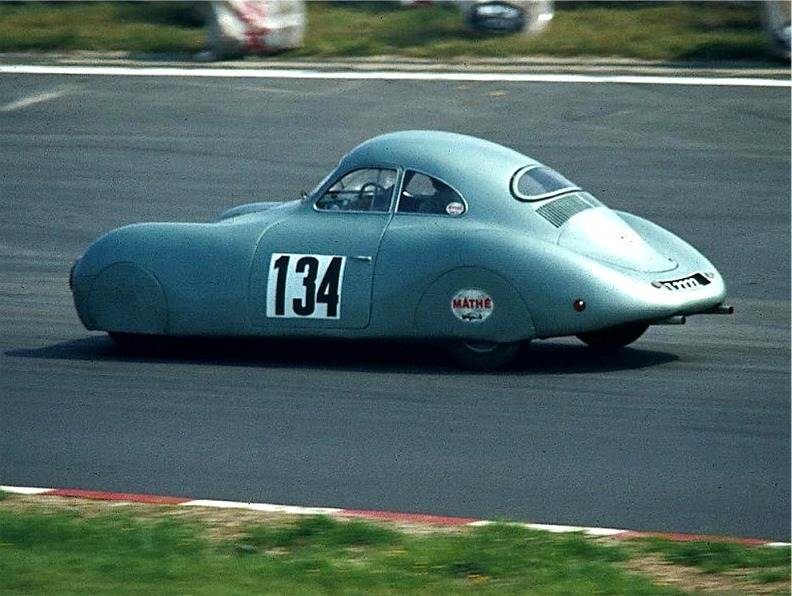
Participând la curse în 1981.

Porsche 64, cunoscut și sub denumirea de Type 64 și Type 60K10, este considerat de mulți a fi primul automobil produs de viitoarea companie Porsche și un adevărat precursor de design al modelului de producție de după război. Numărul modelului provine din faptul că a fost construit în principal din desene de proiectare pentru „mașina record” Type-64. Majoritatea pieselor mecanice proveneau de la VW 38, prototipul KdF-Wagen mai cunoscut sub numele de Volkswagen Beetle . Șasiul a fost puternic consolidat, iar motorul a fost, de asemenea, refăcut pentru a produce aproximativ 40 de cai putere .  Type 64 a fost doar un desen până când au fost construite cele trei modele pentru curse. Caroseria era un compromis prin faptul că habitaclul trebuia să arate ca o mașină KdF, dar restul caroseriei să fie o mașină „record”. Beetle-ul VW era Type 60, iar numele „60K10” înseamnă designul numărul10 pentru caroseria modelului Type 60 Beetle. Motorul său cu patru cilindri boxer producea 50 CP  și permitea o viteză maximă de aproximativ 160km/h (99mph).
Designul caroseriei a fost realizat de Biroul Porsche după testele în tunelul de vânt pentru o mașină sport V10 planificată care nu a apărut niciodată, Type 114⁠(d). Dr. Ingr. Porsche a promovat ideea de a înscrie mașina în cursa Berlin-Roma programată pentru septembrie 1939. Cursa nu a avut loc, dar trei mașini au fost construite, cu caroserii din aluminiu modelate manual de firma de caroserie Reutter (care a produs și prototipurile VW 38). Unul dintre automobile, 38/41, a fost distrus la începutul celui de-al Doilea Război Mondial . Cele două mașini rămase, numerotate 38/42 și 38/43, au fost folosite de familia Porsche .  În cele din urmă, doar una a rămas în folosință, cealaltă fiind depozitată. 
În mai 1945 trupele americane au descoperit automobilul pus în depozit, au tăiat acoperișul și l-au folosit pentru plimbări timp de câteva săptămâni până când motorul a cedat și a fost casat. Ultimul Porsche 64 rămas a fost deținut de Ferry Porsche, care l-a trimis pentru restaurare la Battista Farina⁠(d) în 1947. În 1949 a fost vândut motociclistului austriac Otto Mathé care a câștigat Raliul Alpin în 1950 conducând această mașină. Ultima dată când a condus-o într-o competiție a fost la Cursele de Automobile Istorice din Monterey, California, în 1982.  Mașina casată, șasiul 38/42, a fost de asemenea reconstruită și este acum expusă la Muzeul Automobilului Petersen din Los Angeles .

Otto Mathé a rămas în posesia exemplarului 38/43 până la moartea sa în 1995. Doi ani mai târziu, mașina a fost vândută pentru a doua oară în istoria sa colectionarului Porsche și expert al mărcii Dr. Thomas Gruber din Viena, Austria. Porsche Type 64 din 1939 urma să fie scos la licitație în august 2019, în cadrul Săptămânii Auto Monterey. Casa de licitații RM Sotheby's a prezis un preț de vânzare de peste 20 de milioane de dolari, dar vânzarea nu s-a materializat în urma unei licitație afectate de afișarea incorectă a sumelor ofertate.
1. ↑  Barber: Birth of the Beetle (2003) Haynes ISBN: 1859609597
2. ↑  Porsche valued at $20m fails to sell amid California auction confusion